# Kiss of Fire
A Kiss of Fire vagy El Choclo (dél-amerikai spanyol, jelentése: kukoricacsutka) egy népszerű dal, amelyet Ángel Villoldo argentin szerző írt. A dal spanyol címe állítólag egy éjszakai klub tulajdonosának a kedvére született; az "El Choclo" a klub neve volt.
A dal az egyik legnépszerűbb tangó Argentínában.
Az eredeti szöveg kifejezetten kukoricacsutkáról szólt. Később egy másik verzió is született Cariño Puro (azaz Tiszta gyengédség) címmel. A legnépszerűbb továbbra is Enrique Santos Discépolo szövege (1947), amely a tangóról, mint életmódról szól. Louis Armstrong angol szöveget énekelt „Kiss of Fire” címmell. Ezt az angol szóváltozatot Beso de Fuego címmel visszafordították spanyolra. Ezt a változatot énekelte Connie Francis.

## Híres felvételek
- Victor Orchestra (1912)
- International Novelty Orchestra (1928)
- Toni Arden (1952)
- Louis Armstrong (1952)
- Billy Eckstine (1952)
- Hibari Misora
- Connie Francis
- Georgia Gibbs (Tango Del Fuego)
- David Hughes
- Allan Sherman (paródia)
- Mickey Katz (paródia)
- Guy Lombardo & Kenny Gardner) (ének, 1952)
- Tony Martin (1952)
- Ella Mae Morse
- Victor Silvester
- Caterina Valente
- Billy Vaughn Orchestra
- Olavi Virta (1953)
- Nat King Cole (1959
- Nat King Cole & Louis Armstrong
- Ikue Mori (1995)
- Julio Iglesias (1996)
- Tav Falco's Panther Burns (1996)
- Violetta Villas  (1993)
- Lam Nhat Tien (1998)
- Duane Andrews (2004)
- Hugh Laurie &  Gaby Moreno (2013)
- Ray Conniff Orchestra (1962),...

## Magyarul
(Ne hagyd el soha...): Vámosi János, Hollós Ilona, Márió, Faragó "Judy" István, Lagzi Lajcsi...

## Filmek
- 1955: színes amerikai kalandfilm Joseph M. Newman rendezésében, Jack Palance és Barbara Rush főszereplésével, Jonreed Lauritzen "The Rose and the Flame" című regénye alapján.